# Imrich Bugár
Imrich Bugár (Dunajská Streda, 14 de abril de 1955) é um antigo atleta tcheco, de etnia húngara, especialista na prova de lançamento do disco. Representou a Tchecoslováquia até 1992 e, daí até final da sua carreira, a República Checa.
Participou nos Jogos Olímpicos de Moscovo, em 1980, onde ganhou a medalha de prata com a marca de 66,38 metros. Três anos depois, sagrou-se campeão do mundo, em Helsínquia, ao atirar o disco a 67.72 metros. 
O seu melhor registo foi alcançado em São José (Califórnia), no dia 25 de maio de 1985, quando lançou o engenho a 71,26 metros, marca que o coloca ainda hoje (2012) como o oitavo melhor lançador de disco de todos os tempos.

## Palmarés
| Ano                             | Evento                          | Local                           | Marca                           | Posição                         | Observações                     |
| Representando a Tchecoslováquia | Representando a Tchecoslováquia | Representando a Tchecoslováquia | Representando a Tchecoslováquia | Representando a Tchecoslováquia | Representando a Tchecoslováquia |
| ------------------------------- | ------------------------------- | ------------------------------- | ------------------------------- | ------------------------------- | ------------------------------- |
| 1978                            | XII Campeonatos Europeus        | Praga, Tchecoslováquia          | 64.56 m                         | 3º                              | Medalha de Bronze               |
| 1980                            | XXII Jogos Olímpicos            | Moscovo, URSS                   | 66.38 m                         | 2º                              | Medalha de Prata                |
| 1981                            | III Taça do Mundo               | Roma, Itália                    | 64.38 m                         | 3º                              |                                 |
| 1982                            | XIII Campeonatos Europeus       | Atenas, Grécia                  | 66.64 m                         | 1º                              | Medalha de Ouro                 |
| 1983                            | I Campeonatos Mundiais          | Helsínquia, Finlândia           | 67.36 m                         | 1º                              | Medalha de Ouro                 |
| 1985                            | X Taça da Europa (Super-Liga)   | Moscovo, URSS                   | 66.80 m                         | 1º                              |                                 |
| 1986                            | XIV Campeonatos Europeus        | Estugarda, Alemanha Ocidental   | 63.56 m                         | 8º                              |                                 |
| 1987                            | II Campeonatos Mundiais         | Roma, Itália                    | 67.72 m                         | 7º                              |                                 |
| 1988                            | XXIV Jogos Olímpicos            | Seul, Coreia do Sul             | 60.88 m                         | 12º                             |                                 |
| 1990                            | XV Campeonatos Europeus         | Split, Yugoslávia               | 62.36 m                         | 7º                              |                                 |
| 1991                            | III Campeonatos Mundiais        | Tóquio, Japão                   | 61.90 m                         | 13º na qualif.                  | Não apurado para a final        |
| Representando a Chéquia         |                                 |                                 |                                 |                                 |                                 |
| 1992                            | XXV Jogos Olímpicos             | Barcelona, Espanha              | 58.70 m                         | 20º na qualif.                  | Não apurado para a final        |
| 1993                            | IV Campeonatos Mundiais         | Estugarda, Alemanha             | 58.76 m                         | 21º na qualif.                  | Não apurado para a final        |
| 1993                            | XIV Taça da Europa (Super-Liga) | Roma, Itália                    | 58.66 m                         | 5º                              |                                 |